# Gnamptogenys lucaris
Gnamptogenys lucaris é uma espécie de formiga do gênero Gnamptogenys.